# WISHES
WISHES je zkratka pro Web-based Information Service for Higher Education Students (Internetový informační servis pro vysokoškolské studenty) Projekt je podporován devíti evropskými institucemi. Cíl projektu je pomocí internetového portálu podporovat zahraniční pracovní a studijní příležitosti. 
Portál, který byl navržen na základě výzkumu provedeného mezi 4 000 studenty centralizuje profily vysokoškolských institucí a budoucích zaměstnavatelů podle Bologňských a Lisabonských smluv. Dále WISHES spojuje studenty a univerzity je součástí programu Erasmus Mundus Action 4.
Do projektu je v současnosti zapojeno více než 100 vysokoškolských vzdělávacích institucí, evropské asociace a Evropská komise. WISHES nabízí bezplatné služby třem hlavním cílovým skupinám: Studentům, vysokoškolským vzdělávacím institucím a firmám. 

## Cílové skupiny WISHES
Studenti – studenti vysokých a vyšších odborných škol po celém světě, kteří se zajímají o práci nebo studium v zahraničí. Dále absolventi středních škol hledající další vzdělání v zahraničí. A v neposlední řadě studentské organizace (jako například Erasmus Student Network a Evropská asociace studentů medicíny).
Vyšší vzdělávací instituce – Univerzity, vyšší odborné školy, akademické asociace a jiné vysokoškolské vzdělávací instituce působící v zemích, kde byla podepsána Boloňská dohoda. Konkrétně je projekt cílen na osoby zodpovědné za mezinárodní vztahy jako např. vice – rektoři pro mezinárodní vztahy, mezinárodní oddělení a jiné osoby v podobných pozicích.
Firmy - zaměstnavatelé, členové profesních organizací a firmy se sídlem v zemích Boloňského procesu hledající způsob, jak získat mezinárodní studenty a absolventy.

## Základní elementy
Portál se skládá ze tří základních prvků:
Informační portál: Prezentace evropských studijních nabídek a dalších relevantních informací např. studijních oborů, informací o dané zemi, městech, ubytování, životních nákladech atd.
Databáze pracovních míst: Druhá část portálu sestává z nabídek mezinárodních pracovních míst šité na míru studentům nebo čerstvým absolventům.
Online komunita: v třetí části webového portálu WISHES, studenti najdou komentáře, diskuse, hodnocení studia a pracovních nabídek a celkových názorů na pobyt v zahraničí. Virtuální prostor je strukturován podle zemí respektive univerzitních měst v Evropě a tím virtuálně spojuje dřívější a budoucí mezinárodní studenty a tím i kontakt různých studentských generací.
Konsorcium WISHES se skládá z 9 institucí:
- University of Paderborn (DE)
- Haute École de la Province Liège (BE)
- CATT Innovation-Management GmbH(AT)
- European Office of Cyprus (CY)
- Ondokuz Mayis University (TR)
- Hogeschool-Universiteit Brussel (HUB)) (BE)
- University of Granada (ES)
- Univerzita Tomáše Bati ve Zlíně (CZ)
- St. Petersburg State University of Service and Economics(RUS)

## Historie
V prosinci roku 2006 během Erasmus pobytu na Univerzitě Tomáše Bati ve Zlíně Michael Steinmann (Německo) a Ricardo Dores (Portugalsko) přišli s myšlenkou vytvořit webový portál, který by poskytoval souhrnné informace o studiu a pobytu na evropských univerzitách. 
Díky jejich velkému nadšení rychle získali podporu různých univerzit. Díky prezentacím na různých mezinárodních konferencích získali od Alana Smitha (prezidenta programu Erasmus) pozvání na prezentaci jejich ideje před generálním ředitelstvím pro vzdělávání a kulturu (DG EAC)Evropské komise v Bruselu v dubnu 2007. Projekt získal velmi pozitivní ohlas.
Díky široké podpoře Univerzity v Paderbornu Michael Steinmann a Prof. Dr. Leena Suhl předložili v roce 2008 návrh projektu do programu Akce 4 Erasmus Mundus : Zvýšení atraktivity vyššího vzdělání v Evropě.
Následně v říjnu 2008 byl projekt schválen Evropskou komisí(číslo No. 2008-2457 / 001 - 001 MUN MUNATT) Zahájen byl pak v prosinci 2008.
Poté byl projekt prezentován na hlavních evropských konferencích věnující se mobilitě univerzitních studentů:
- Konference ERACON 2009 29.4. -3.5. (Nicosia, Kypr)
- Konference EAIE 2009 16.9. - 19. 9. (Madrid, Španělsko)

V květnu 2010 byl portál oficiálně spuštěn během WISHES Networking days (NWD 2010) v německém Essenu. 
Od června 2010 Evropské instituce vyššího vzdělání připravují svoje prezentace pro spuštění portálu pro studenty v září 2010.
Další kroky:
V září 2010 bude portál WISHES oficiálně spuštěn pro studenty.
Od února 2011 budou moci zaměstnavatelé na portálu uveřejňovat svoje pracovní nabídky.
Erasmus mundus projekt WISHES bude dále prezentován na následujících konferencích:
2010
- Červenec: ERACON Conference, Vídeň, Rakousko
- Září: EAIE Conference, Nantes, Francie
- Listopad: QS APPLE, Singapore

2011
- Březen APAIE Tchaj-pej, Tchaj-wan
- Duben: ERACON Conference, Řecko
- Červen: NAFSA, Vancouver, Kanada
- Září : EAIE Conference, Copenhagen, Dánsko
- Říjen: WISHES Dissemination Conference, Petrohrad, Rusko [6]

## WISHES síť
Do projektu se zapojily tyto univerzity:[zdroj⁠?!]
- Fundamental Scientific Library	(AM)
- Yerevan State Academy of Fine Arts (AM)
- Anton Bruckner Private University for Music, Drama, and Dance (AT)
- Vorarlberg University of Applied Sciences (AT)
- Private University Seeburg Castle (AT)
- National Aviation Academy of Azerbaijan (AZ)
- Qafqaz University (AZ)
- Dzemal Bijedic University in Mostar (BA)
- Free University of Brussels (BE)
- Hasselt University (BE)
- Haute École de la Province de Liège (BE)
- Hogeschool-Universiteit Brussel (HUB) (BE)
- IHECS International (BE)
- University of Mons (BE)
- University College West Flanders (BE)
- Medical University of Pleven (BG)
- New Bulgarian University (BG)
- Veliko Tarnovo University (BG)
- University of Applied Sciences of Southern Switzerland (CH)
- Webster University Geneva (CH)
- University of Cyprus (CY)
- Academy of Performing Arts in Prague (CZ)
- Czech University of Life Sciences Prague (CZ)
- Masaryk University (CZ)
- Mendel University Brno (CZ)
- Newton College Brno (CZ)
- Technical University of Ostrava (CZ)
- University of Pardubice (CZ)
- University of Veterinary and Pharmaceutical Sciences Brno (CZ)
- University of West Bohemia (CZ)
- Tomas Bata University in Zlín (CZ)
- Viadrina European University (DE)
- Aalen University (DE)
- European University Viadrina Frankfurt (Oder) (DE)
- Hochschule für Gesundheit und Sport (DE)
- Ulm University (DE)
- University of Applied Management (DE)
- University of Paderborn (DE)
- University of Goettingen (DE)
- Copenhagen Business School (DK)
- Tallinn University of Technology (EE)
- Baltic Film and Media School (ES)
- University of Oviedo	(ES)
- University of Cordoba (ES)
- Autonomous University of Barcelona (ES)
- National University of Distance Education (ES)
- San Pablo CEU University(ES)
- Technical University of Catalonia (ES)
- University of Almeria (ES)
- University of Cantabria (ES)
- University of Coimbra (ES)
- University of Córdoba (ES)
- University of Granada (ES)
- University of Girona (ES)
- University of the Azores (ES)
- University of the Basque Country (ES)
- University of Vigo (ES)
- University of Zaragoza (ES)
- HAMK University of Applied Sciences (FI)
- Lappeenranta University of Technology (FI)
- Laurea University of Applied Sciences (FI)
- Novia University of Applied Sciences (FI)
- Tampere University of Technology (FI)
- University of Eastern Finland (FI)
- University of Lapland (FI)
- University of Oulu (FI)
- École Supérieure du Commerce extérieur (FR)
- Lille Catholic University (FR)
- Pierre Mendès France University (FR)
- Universite de Bretagne-Sud (FR)
- Aristotle University of Thessaloniki (GR)
- Athens University of Economics and Business (GR)
- Hellenic Open University (GR)
- TEI of Epirus (GR)
- TEI of Kavala (GR)
- University of Crete (GR)
- University of Zadar (HR)
- Corvinus University of Budapest (HU)
- Kodolanyi Janos University College (HU)
- Szent István University (HU)
- University of Debrecen (HU)
- Reykjavik University (IS)
- University of Iceland (IS)
- Libera Università Maria SS. Assunta (IT)
- University of Ferrara (IT)
- University of Foggia (IT)
- University of Parma (IT)
- University of Pavia (IT)
- Kyrgyz Technical University (KG)
- Karaganda State University (KZ)
- M. Auezov South Kazachstan State Univerzity (KZ)
- Lithuanian Academy of Physical Education (LT)
- Kolping College(LT)
- Klaipeda Business School (LT)
- Kaunas College(LT)
- Lithuanian University of Health Sciences (LT)
- Lithuanian Academy of Physical Education (LT)
- Mykolas Romeris University	(LT)
- Siauliai University (LT)
- Utena College (LT)
- Vilnius University (LT)
- Vilnius Gediminas Technical University (LT)
- University of Management and Economics	(LT)
- Vytautas Magnus University (LT)
- West Lithuania Business College (LT)
- Latvian Academy of Culture (LV)
- School of Business Administration Turiba (LV)
- State University of Tetova (MK)
- Avans University of Applied Sciences (NL)
- Radbound University Nijmegen (NL)
- Utrecht School of the Arts (NL)
- VU University Amsterdam (NL)
- Wageningen University (NL)
- University of Agder (NO)
- Warsaw School of Social Sciences and Humanities	(NO)
- University of Information Technology and Management (PL)
- Warsaw University of Technology	(PL)
- Academy of Businessv in Dabrowa Gornicza	(PL)
- Academy of Physical Education (PL)
- Adam Mickiewicz University (PL)
- Collegium Civitas (PL)
- Cracow University of Economics	(PL)
- Cracow University of Technology	(PL)
- Karol Adamiecki University of Economics	(PL)
- Polish Academy of Sciences in Łódź (PL)
- The Pedagogy Academy in Lodz (PL)
- The West Pomeranian Business School (PL)
- University of Łódź (PL)
- Warsaw School of Economics (PL)
- Wrocław Environmental and Life Sciences University (PL)
- Catholic University of Portugal (PT)
- Estoril Higher Institute for Tourism and Hotel Management (PT)
- Higher Institute Bissaya Barreto (PT)
- Instituto Politecnico de Castelo Branco (PT)
- IPAM - Marketing School for Business (PT)
- Lisbon University Institut (PT)
- New University of Lisbon	(PT)
- Polytechnic Institute of Guarda	(PT)
- Polytechnic Institute of Porto	(PT)
- Polytechnic Institute of Tomar	(PT)
- School of communication and Media Studies (PT)
- University Fernando Pessoa (PT)
- University of Aveiro (PT)
- University of Beira Interior (PT)
- Politehnica University of Bucharest (RO)
- Babeş-Bolyai University (RO)
- University of Galati (RO)
- Eftimie Murgu University Reşiţa (RO)
- Grigore T. Popa University of Medicine and Pharmacy (RO)
- Lucian Blaga University of Sibiu (RO)
- Titu Maiorescu University (RO)
- University Babes Bolyai (RO)
- University of Oradea (RO)
- West University of Timişoara (RO)
- Udmurt State University	(RU)
- Arkhangelsk State Technical University	(RU)
- Gorno-Altaisk State University	(RU)
- Kostroma State Nekrassow-University (RU)
- Saint Petersburg State University of Service and Economics(RUS)
- North-Caucasus State Technical University (RU)
- Novosibirská státní univerzita (RU)
- Moscow State Linguistic University (RU)
- Peoples' Friendship University of Russia (RU)
- Saint Petersburg State Polytechnical University	(RU)
- Saint Petersburg State University of Economics and Finance (RU)
- Matej Bel University(SK)
- University of Žilina (SK)
- GEA College of Entrepreneurship	(SK)
- University of Ljubljana (SL)
- Istanbul Aydin University (SL)
- Karlstad University (SW)
- Mehmet Akif Ersoy University(TK)
- Anadolu University (TR)
- Bozok University (TR)
- Cumhuriyet University (TR)
- Dokuz Eylul University (TR)
- Hacettepe University (TR)
- Istanbul Aydin University (TR)
- Izmir University of Economics (TR)
- Karabuk University (TR)
- Okan University (TR)
- Ozyegin University (TR)
- Pamukkale University (TR)
- University of Gaziantep (TR)
- Yasar University (TR)
- Glasgow Caledonian University (TR)
- University College London (UK)
- University of Essex (UK)